# Johannes V. (Byzanz)

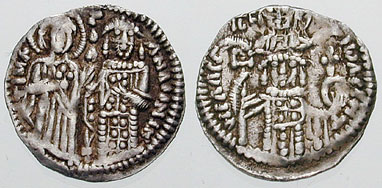
Johannes V. auf einer Münze

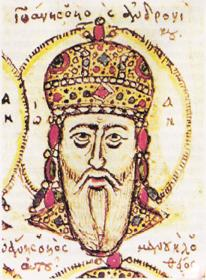
Miniatur von Johannes V. Palaiologos aus der Mutinensis-Handschrift (Handschrift gr. 122 der Biblioteca Estense in Modena) aus dem 15. Jahrhundert, Illustration einer Abschrift der Chronik des Johannes Zonaras.

Johannes V. Palaiologos (mittelgriechisch Ιωάννης Εʹ Παλαιολόγος, * 18. Juni 1332 in Didymoticho; † 16. Februar 1391 in Konstantinopel) war ab 1341 byzantinischer Kaiser, wenngleich er zunächst nicht selbstständig die Regierungsgeschäfte führte. Er war ein Sohn des byzantinischen Kaisers Andronikos III. und der Kaiserin Anna von Savoyen.

## Leben
Von 1341 bis 1347 erfolgte wegen seiner Unmündigkeit die faktische Herrschaft durch Regenten. Gegen die Regentschaft durch die Kaiserinmutter Anna von Savoyen, Alexios Apokaukos und Patriarch Johannes XIV. Kalekas erhob sich Johannes Kantakuzenos, ein alter Freund von Andronikos III., der sich in Thrakien zum Kaiser Johannes VI. ausrufen ließ und somit einen Bürgerkrieg auslöste. Kantakuzenos zog 1347 siegreich in Konstantinopel ein und musste von Johannes V. als Kaiser anerkannt werden. Es kam dann mehrmals zu Konflikten zwischen Johannes VI. und Johannes V., die letzterer schließlich 1354 für sich entscheiden konnte. Die Folgen des Konfliktes stellten sich für das Byzantinische Reich, das sich unter Andronikos III. in einem gewissen Maße hatte stabilisieren können, als katastrophal heraus. Jahrelanger Krieg, die Präsenz plündernder Heere, soziale Verwerfungen und der aufkommende Schwarze Tod verwüsteten das Reichsgebiet. Die inneren Konflikte erlaubten es äußeren Feinden, sich Gebiete des Reiches einzuverleiben. So eroberte Stefan Dušan Albanien, Epirus und den Großteil Makedoniens und errichtete auf diesem Gebiet das Serbische Kaiserreich. Das Zweite Bulgarische Reich besetzte zusätzlich Gebiete nördlich der Mariza. Langfristig noch fataler war jedoch, dass es den Osmanen Anfang der 1350er Jahre gelang, sich auf europäischem Boden festzusetzen und in der Folge rasch weiter vorzudringen, was schließlich zur vollständigen Einkreisung Konstantinopels noch während der Regierungszeit Johannes V. führen sollte.
Seine Regierung ist zudem gekennzeichnet durch die teilweise Auflösung der kaiserlichen Macht durch den Aufstand seines Sohnes Andronikos IV. (1376–79) und seines Enkels Johannes VII. (1390). Den Osmanen musste Johannes 1381 Tribut zugestehen, nachdem er 1369 vergebens versucht hatte, mit einer Reise nach Rom sich der Hilfe des Papstes zu versichern. Dabei trat er für seine Person durch Ablegung eines römisch-katholischen Glaubensbekenntnisses am 18. Oktober 1369 in volle Gemeinschaft (communio) mit der katholischen Kirche. Die Originaldokumente (griechisch und lateinisch) mit eigenhändigen Unterschriften des Kaisers sind erhalten. Ab Januar 1370 weilte der Kaiser in Venedig und kehrte erst am 28. Oktober 1371 nach Konstantinopel zurück. 1380 unterstellte sich Johannes wieder ganz der orthodoxen Kirche.